# Exochus curvinus
Exochus curvinus là một loài tò vò trong họ Ichneumonidae.